# Gorgoniceps hypothallosa
Gorgoniceps hypothallosa är en svampart som tillhör divisionen sporsäcksvampar, och som beskrevs av Svr?ek. Gorgoniceps hypothallosa ingår i släktet Gorgoniceps, och familjen Helotiaceae. Arten har ej påträffats i Sverige.